# 오모토 유키
오모토 유키(일본어: 大本 祐槻, 1994년 9월 24일~)는 일본의 축구 선수이다.

## 구단 경력
그는 2017년 J2리그의 FC 기후에 입단했다. 2018년 J2리그의 도쿠시마 보르티스로 이적했다. 2018년 8월 J1리그의 V-파렌 나가사키로 이적했다. 2018년후 J2리그에 강등했다. 2020년부터 2021년까지 알비렉스 니가타에서 뛰었다. 2022년 FC 류큐로 이적했다. 2023년 로아소 구마모토로 이적했다.